# Peer-mediation
Peer-mediation is een vorm van conflictbemiddeling (mediation) tussen leeftijdsgenoten. Deze vorm van conflictbemiddeling vindt vooral plaats binnen peer-mediationprogramma's op scholen en zijn vooral gericht op jongeren.
Peer-mediation is conflictbemiddeling tussen leeftijdsgenoten (Peer is Engels voor 'gelijken'). Peer-mediation is ontstaan in het onderwijs, waar het wordt ingezet in concrete conflictsituaties (bijvoorbeeld ruzie op het schoolplein) en doorgaans onderdeel is van een programma gericht op empowerment van leerlingen/studenten. Ervaringen in de praktijk en onderzoek laten zien dat de ontwikkeling van vaardigheden op het gebied van conflicthantering een positief effect hebben op het sociale klimaat in en rond de school. Peer-mediation is daarmee een instrument om pestgedrag tegen te gaan en participatie aan leer- en groepsprocessen mogelijk te maken.
Peer-mediation vindt doorgaans plaats in het kader van een peer-mediationprogramma. Draagvlak is voor peer-mediation als een concreet systeem om binnen een school (of andere soort organisatie, zie hierna) zeer belangrijk voor de effectiviteit ervan. Kortom: net als bij normale mediation, kan er zonder commitment van de betrokkenen geen bemiddeling plaatsvinden. Peer-mediation onderscheidt zichzelf van normale mediation omdat het draait om mediation voor en door jongeren. Een concrete peer-mediation in het onderwijs is in principe een co-mediation, waarbij twee neutrale leeftijdsgenoten bemiddelen tussen twee of meer andere leerlingen die betrokken zijn bij een conflict.
In essentie ziet het peer-mediation proces er hetzelfde uit als een normale mediation, maar heeft het unieke kenmerk dat het zich afspeelt tussen jonge mensen die in veel opzichten nog midden in een eigen leerproces zitten. Het uitgangspunt van peer-mediation is dan ook dat de betrokkenen hun belevingswereld met de peer-mediators delen. De peer-mediators zijn gelijken die een begeleidende rol spelen in het mediationproces omdat zij hiervoor zijn opgeleid en ervaringsdeskundigheid bezitten.

## Peer-mediation buiten het onderwijs
In de praktijk wordt peer-mediation op verschillende manieren toegepast en ook buiten het onderwijs - in de publieke ruimte - ingezet, bijvoorbeeld in het kader van programma's gericht op jongerenparticipatie. De vraag naar dergelijke mogelijkheden tot het inzetten van peer-mediation stijgt. Ook stijgt het aantal projecten gericht op het inzetten van mediationvaardigheden bij de overheid en het bedrijfsleven.
In tegenstelling tot de eerste generatie mediators, die veelal op latere leeftijd kennis hebben gemaakt met het fenomeen, is er nu een opkomst van de volgende generatie mediators, degenen die nu via peer-mediation programma's of op eigen initiatief de rol van peer-mediator vervullen.

## Voorbeelden van peer-mediation
Een aantal voorbeelden van typische peer-mediation projecten en programma's:
- Anti-bullying
- Campus ADR
- Creducation
- Highbeam
- Peer resources

Een van de eerste peer-mediationorganisaties van Nederland is Mediation door Leerlingen.
Daarnaast kennen we tegenwoordig ook jongeren-buurtbemiddeling en op peer-mediation lijkende mentorprogramma's binnen verschillende soorten instituties.

## Peer-mediationproces
Een standaard peer-mediation proces ziet er ongeveer zo uit:
- Een of meerdere betrokken in een conflict doen een beroep op een peer-mediator of worden daarnaar verwezen
- De peer-mediator (vaak met co-mediator) voert een intake gesprek met de betrokkenen om vast te stellen of er commitment is en duidelijkheid over het peer-mediation proces
- Onder leiding van de peer-mediator communiceren de betrokkenen over de (conflict)situatie
- De peer-mediator begeleidt de betrokkenen in het articuleren van hun belangen en waarden
- De betrokkenen slagen er wel/niet in de escalatie van hun conflict te doorbreken
- De peer-mediator begeleidt de betrokkenen in het bedenken van oplossingen voor het conflict
- De betrokkenen onderhandelen over de voorwaarden voor samenwerking in de toekomste relatie
- De peer-mediator rond het peer-mediation proces af met een overeenkomst of ritueel
- De peer-mediator evalueert het proces en de resultaten na een afgesproken periode